# Czas fantastyki
Czas fantastyki – zbiór krytycznych tekstów dotyczących fantastyki, autorstwa polskiego pisarza i krytyka Macieja Parowskiego, wydany przez Wydawnictwo Glob w 1990 r. Drugie wydanie ukazało się w 2014 r. nakładem Wydawnictwa Solaris.
Zbiór zawiera szkice, eseje, wywiady, recenzje i podobne teksty Parowskiego, wcześniej publikowane na łamach różnych czasopism. Był to pierwszy z kilku podobnych zbiorów tekstów krytycznych Parowskiego; kolejnym były Małpy Pana Boga (2011).
Pierwsze wydanie Czasu fantastyki zrecenzowali m.in. Jacek Inglot dla „Nowej Fantastyki” i Piotr Kitrasiewicz dla „Po prostu”.

## Odbiór
Inglot zauważył, że tekst potwierdza powszechną w środowisku fantastów opinię, że Parowski „jest lepszym krytykiem niż pisarzem”. Książkę opisał jako „solidny, starannie i przejrzyście skonstruowany tom krytyk, odnoszący się do wszystkiego co ważne i znaczące w polskiej science fiction”; pochwalił też tekst za lekki, „luzacki” styl. Według recenzenta, tytułowy „czas fantastyki” to lata 1977–1987, gdyż większość tekstów ze zbioru dotyczy dzieł z tego okresu, i jest właściwie krytyczną kroniką tego okresu; książkę uznał za najbardziej szczegółowe omówienie tego zagadnienia, aczkolwiek zwrócił uwagę, że podobną tematykę, choć w większym skrócie, poruszył już Marek Oramus w swoim zbiorze Wyposażenie osobiste (1987); książkę Parowskiego uznał tutaj za „bardziej wyrazistą i przekonującą” (jako, m.in., dwa razy grubszą). W kontekście specyficznych zagadnień poruszanych przez Parowskiego zwrócił uwagę na jego hermeneutyczne podejście do całości, pisząc, że Parowski „nie bawi się w drobiazgowe... analizy”, zamiast tego „widzi literaturę w wyraźnym kontekście społecznym”. Według Inglota, znacząca część tekstów Parowskiego poświęcona jest zagadnieniu polskiej fantastyki socjologicznej, a za najważniejszy element zbioru uznał powiązany z tematem esej „Kilkunastu Hamletów”. W książce skrytykował tylko zbyt niski nakład, co uznał za nietrafną ocenę zainteresowania czytelników tym tematem przez wydawców.
Kitrasiewicz książkę Parowskiego zrecenzował pozytywnie, chwaląc styl i fachowość autora. Pozycję określa jako „niemal encyklopedię, przewodnik po rodzimej fantastyce”, opisujący nie tylko literaturę, ale także film, i „chyba jedyną na polskim rynku taką pracę”, aczkolwiek przeznaczoną raczej dla „wąskiego kręgu odbiorców, zapaleńców na wyższym stopniu wtajemniczenia”. Zauważa, że książka dotyczy nowszej, masowej fantastyki, coraz popularniejszej w Polsce od lat 70., i przedstawia to zagadnienie „w sposób mozaikowy”, lecz równocześnie „wszechstronny i głęboki”; w mniejszym i bardziej „wyrywkowym” stopniu książka porusza też temat fantastyki w szerszym świecie (obcojęzycznej). Mimo pozytywnej oceny tekstu, Kitrasiewicz miał do niego kilka zastrzeżeń. Uznał, że tekst byłby lepszy, gdyby prezentował nie tylko poglądy Parowskiego, ale i innych autorów. Nieco negatywnie ocenił też fakt, że Parowski „delikatnie chłoszcze, co prawda w dobrym eleganckim tonie... autorów spoza własnego środowiska towarzysko-intelektualnego”. W samym tekście, skrytykował proporcje tekstów, pisząc, że książka zawiera nadmiar recenzji (ale z zastrzeżeniem, że jest to jego subiektywna opinia), a brak równowagi widoczny jest też w wywiadach (osiem z redaktorami wydawnictw i czasopism, a „tylko” trzy z pisarzami, i to niekoniecznie najbardziej znanymi). Wyraził też zdziwienie, że Parowski nigdy nie przeprowadził wywiadu ze Stanisławem Lemem. Na koniec skrytykował poziom redakcji i korekcji tekstu w Wydawnictwie Glob, zwracając uwagę, że np. w końcowym indeksie nazwisk, „Mikołaj Kopernik zostaje przechrzczony na Michała [a] Sławomir Mrożek na Stanisława”.
W 2014 drugie wydanie także doczekało się kilku recenzji. W 2014 zrecenzował je Sławomir Grabowski dla portalu WPolityce.pl, zauważając, że książka jest także opisem opinii i przekonań Parowskiego o fantastyce w Polsce. Według Parowskiego była ona zarówno eskapistyczną rozrywką w szarej rzeczywistości PRL, jak i narzędziem omijania cenzury i wyrażania uniwersalnych treści. Parowski krytykuje utwory zbyt konwencjonalne, doceniając dzieła wykraczające poza schematy i otwarte na nowe paradygmaty. Wskazuje na zmiany w gatunku, jak wzrost popularności fantasy i wątków religijnych, oraz na literaturę jako głos kolejnych pokoleń w odpowiedzi na historyczne przełomy. Recenzent zauważył też, że „Parowski świetnie orientuje się w polskiej prozie współczesnej, rodzimej i europejskiej tradycji kulturowej. Wyzłośliwia się nad Henrykiem Berezą i krytykami, którzy o fantastyce nie mają zielonego pojęcia i widzą w niej historie o zielonych ludzikach".
W 2015 drugie wydanie zrecenzował Przemysław Mazur dla portalu Paradoks. Książkę ocenił pozytywnie, pisząc: jest to „refleksja nie tylko o autorach i uwarunkowaniach determinujących ich twórczość, ale również o nie zawsze kompetentnych krytykach, przedstawicielach ruchu fanowskiego oraz relacji pomiędzy tzw. głównym nurtem literatury a fantastyką”, a zawarte w niej „teksty nie tylko się nie zestarzały, ale też oferują przegląd dorobku literackiego tej części twórców, którzy często niesłusznie przepadli w natłoku rynkowych hitów późniejszych dekad”. Według recenzenta, kluczowe poruszane w tekście zagadnienia to to „ścieżki rozwojowe science fiction", z dygresjami na inne powiązane tematy takie jak „wpływ folkloru i dawnych tradycji mitycznych" czy oddanie honoru twórczości Edgara Allana Poe'go. Zwrócił też uwage, że Parowski stara się pisać w miare obiektywnie, aczkolwiek nie zawsze udaje mu się ustrzec przed „dogryzaniem... poniektórym środowiskowym konkurentom”. W podsumowaniu książkę ocenił jako dobrą lekturę dla osób zainteresowanych fantastyką, zwłaszcza, fantastyką socjologiczną, której autor poświęca dużo uwagi.

## Zawartość

### Wydanie I (1990)
W skład pierwszego wydania wchodzą następujące rozdziały:
- Fantaści nadchodzą!
- Parada wydawców (wywiady z redaktorami)
  - Fantastyka – Przygoda (Janina Zielonko, Wydawnictwo „Iskry”)
  - „Stało się jutro” (Ewa Troszczyńska, Wydawnictwo „Nasza Księgarnia”)
  - Lem, Dick, Snerg i inni (Katarzyna Krzemuska, Wydawnictwo Literackie)
  - Las mieszany (Bronisław Kledzik, Wydawnictwo Poznańskie)
  - Polska i reszta świata (Lech Jęczmyk, Spółdzielnia Wydawnicza „Czytelnik”)
  - To się dla nas dobrze skończy (Andrzej Wójcik, Krajowa Agencja Wydawnicza)
  - Fantastyka bliskiego zasięgu (Adam Kaska, Wydawnictwo Ministerstwa Obrony Narodowej)
  - Dlaczego TAK, dlaczego NIE? (Barbara Maria Przybyłowska, Państwowy Instytut Wydawniczy)
- Gatunek – istota żyjąca!
  - 1. Ojcowie Założyciele
    - Kulturowe bestiarium
    - „My z niego wszyscy”
    - Spór o naturę demona
    - Suspens metafizyczny
    - Palce na pulsie

  - 2. Piętra tej samej budowli
    - 27 lat później
    - Nadludzki wysiłek woli
    - Robot dwuznaczny
    - Zaproszenie do orzecha
    - Literatura dobra na wszystko
    - Klisze
    - LF – czyli Lem-Fiction
    - Sen o dziesięciornicy
    - Adam N. poluje na Boga
    - Na ostrzu noża
    - Dziewczyna w spodniach!
    - Kain w czasoprzestrzeni Dunne’a
    - Space opera... raz!
    - Sfałszowane gry
    - Gatunek – istota żyjąca!
    - Salon amerykański 1994

  - 3. Przeklęte problemy
    - Ulubiony pokarm ludzkości
    - Cinkciarz elektroniczny
    - Równia pochyła?
    - Czarny Piotruś
    - Szulkinada!
    - Mowa trawa
    - Kobiety jak ludzie?
    - Diabeł nie śpi!
    - Arkadia
    - Każdy chce żyć
    - Gambit

  - 4. Pogranicze
    - Luz blues!
    - Katherine od wtorku do wtorku
    - Kuracja
    - Popularyzator w ekstazie
    - Koncepty, stylizacje, gesty...
    - Dialog luster
    - Gra o nic
- Sami o sobie (wywiady z pisarzami)
  - Dwie strony lunety (Janusz A. Zajdel)
  - Ulubiony czas dalszy (Marcin Wolski)
  - Karcer i niebo wcielenia (Adam Wiśniewski-Snerg)
- Krytycy w obliczu boomu
  - Krytycy w przededniu boomu
  - Przemiany
  - Naukowa czy fantastyczna?
- Świat przedstawiony
  - Kilkunastu Hamletów
  - Czary-mary, punk, BANG!

### Wydanie II (2014)
Wydanie II zostało poszerzone o następujące rozdziały:
- Na wirażu – suplement
  - Pogranicza, manowce, perspektywy SF
  - Fantastyka pod lupą
  - Na wirażu

Dodatkowo zawiera ponad 100 fotografii z archiwum Macieja Parowskiego, dokumentujących wydarzenia i osoby, o których mowa w książce.